# Le Zèbre
Le Zèbre – francuskie przedsiębiorstwo produkujące samochody. Firma zasłynęła dzięki wypuszczeniu na rynek w latach 1909 - 1912 dwóch modeli: 5 CV z jednocylindrowym silnikiem o pojemności 600 cm³ oraz większego z czterocylindrowym silnikiem o pojemności 785 cm³ i 942cm³, które cieszyły się dużym powodzeniem i były produkowane do 1914 roku. Po I wojnie światowej zaproponowano klientom model D o pojemności 2 litrów. Eksperymentowano także z silnikiem Diesla, ale bez sukcesów.
Jules Salomon - jeden z założycieli firmy współpracował także z André Citroënem projektując typ A

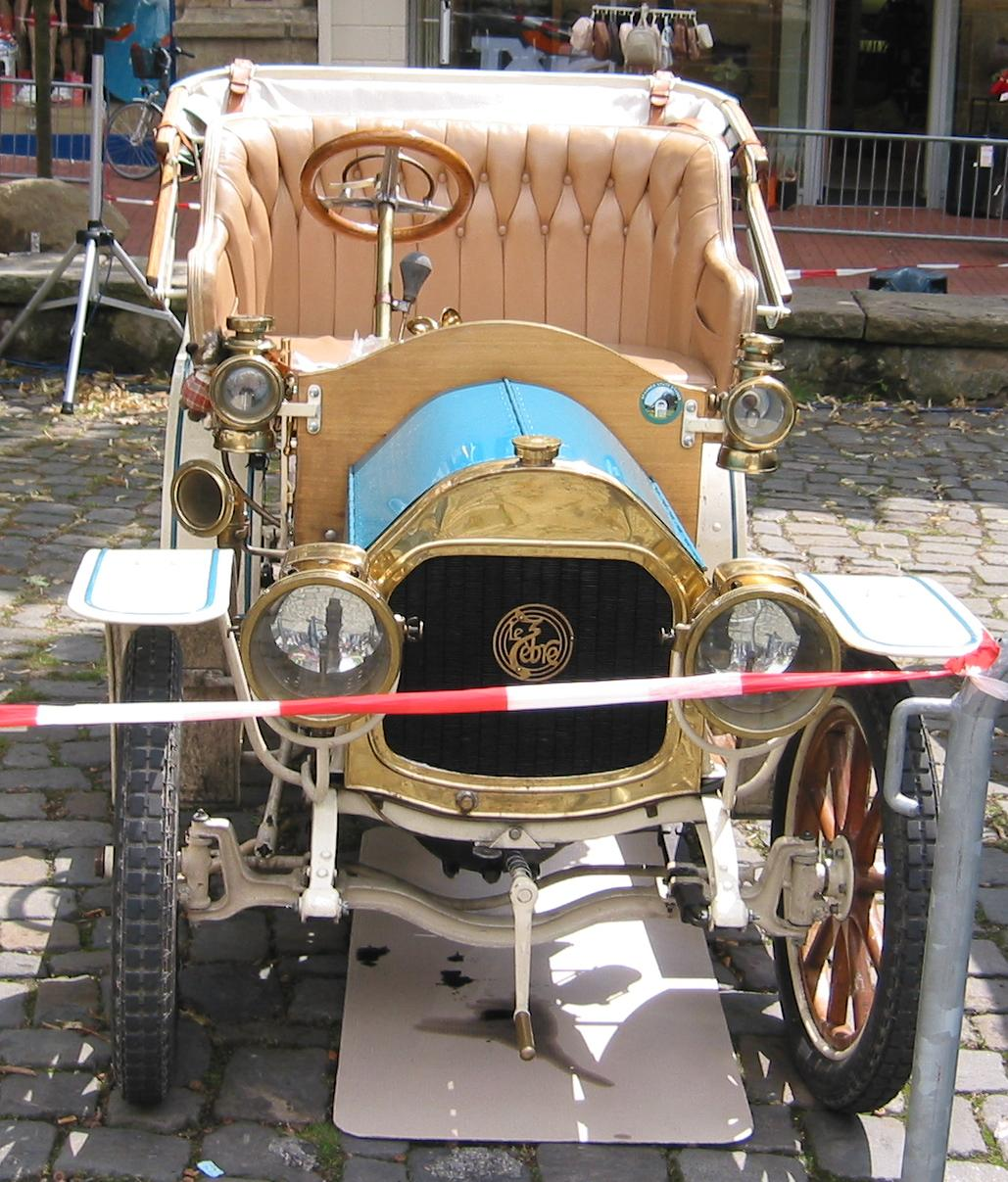
Le Zèbre (model 1909)
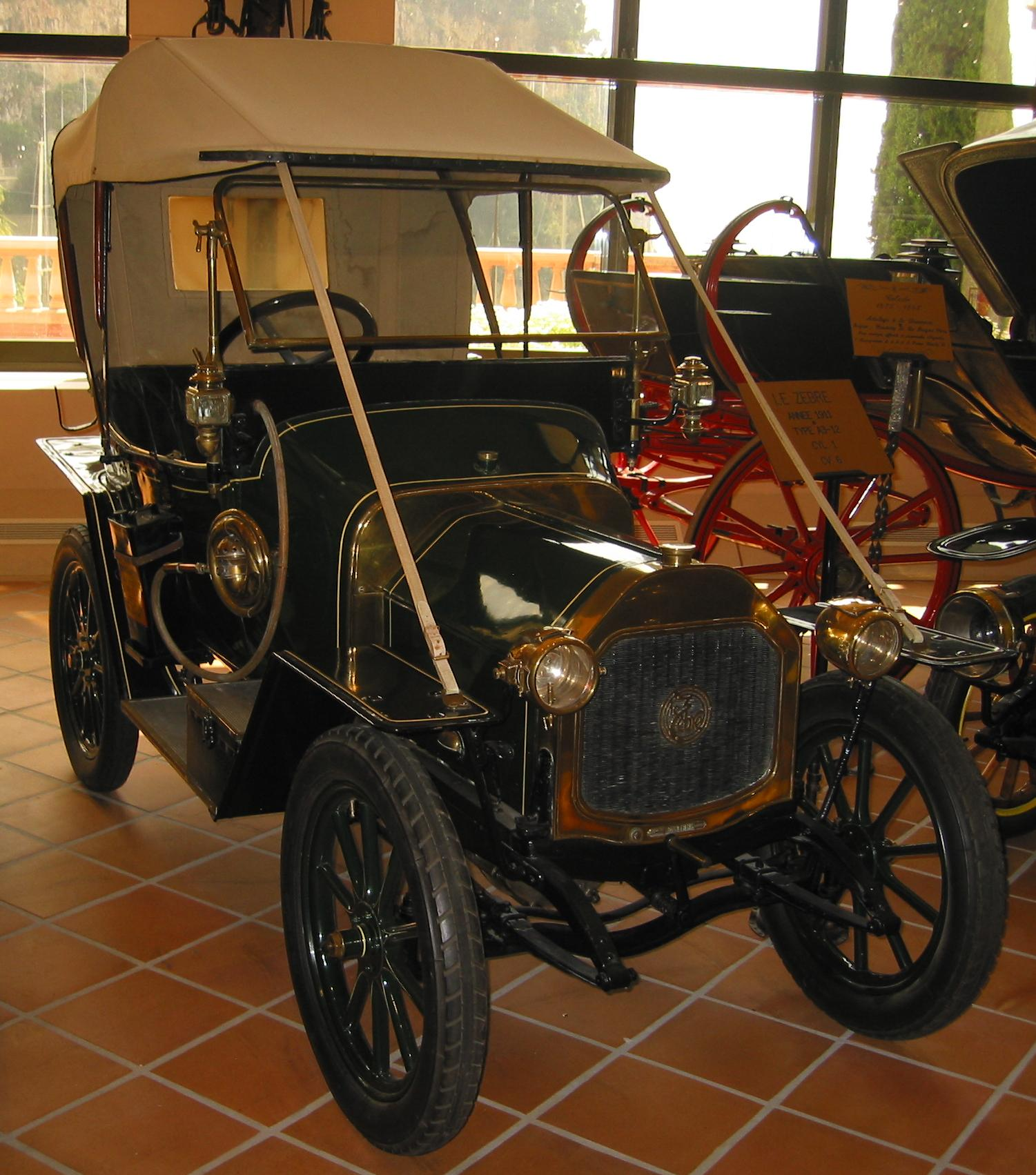
Le Zèbre (model 1911)
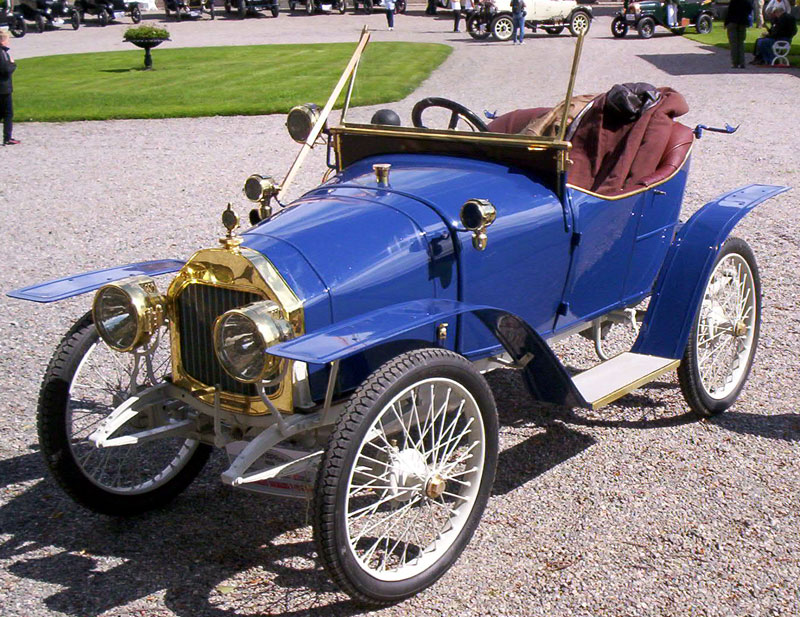
Le Zèbre (model 1913)